# 孽子
《孽子》台灣文學作家白先勇的一部長篇小說作品。作品的上半部自1977年7月起連載於《現代文學》，下半部連載於新加坡《南洋商報》至1981年完結，最後在1983年出版單行本。為台灣同志文學中最具代表性的經典作品之一。有改編成電影、電視劇、舞台劇等作品。
1988年在中国大陸發行；法語版本在1985年發行；英語版本在1989年發行。

## 小說簡介
《孽子》主要描寫主人公李青內心的掙扎，和他與離異的父母以及主流社會之間的情感與衝突。小說以主角李青被父親趕出家門的回憶開場，而後接上一封育德中學的退學通知書，指李青在校與同性職工發生關係，因此勒令退學。無家可歸後，進入了新公園，從此以此為家。
《孽子》紀錄了台北市新公園中聚集的男同志社群，如何在生活、慾望和社會偏見中掙扎求存。在這自成一國的公園內，他們有自己的階級，有自己的故事，也有自己的傳說。除了人物以外，作者亦側寫了1970年代台灣社會的樣貌，尤其是當時以台北市新公園為中心的男同性戀社群。
《孽子》時常被歸類為同志文學，許多討論的重心也放在新公園中的男同志社群，甚至也有質疑《孽子》描寫社會底層的男妓有破壞男同志形象的聲音。白先勇本人在受訪問時曾經提到寫《孽子》時，他是寫角色的「人」先於他們的「同性戀傾向」的。他認為同性戀者所受到的困難與異性戀者很可能相似，卻會因為同性戀者的身份使得這些困難更加充滿險阻。再者，描寫社會最底層的男妓們，是出自於寫作生涯中一貫的、對弱勢者的同情與關懷。藉由寫作，可以讓讀者看見那些被貼上標籤而邊緣化的底層人物，在標籤之下與眾人無異的情感與需求。

## 人物
| 人物     | 敘述 |
| -------- | --- |
| 李青     | 本書主角，小名「阿青」。因與學校職工發生「不當關係」而被退學，進而被攆出家門。後流落於台北新公園。                                             |
| 李青父   | 原為國軍團長，撤退來台後未受重用。得知李青之同性關係後，憤而將其逐出家門。                                                                     |
| 李青母   | 偏愛么子。某次與菜販打情罵俏遭丈夫撞見，丈夫憤而鞭打，而後其選擇離家和外遇對象私奔，拋下丈夫與兩個孩子。                                       |
| 李青弟   | 在書中李青多稱為「弟娃」，不幸早夭。 |
| 傅老爺子 | 與楊教頭爲舊識，因為兒子傅衛在軍中舉槍自盡，所以消沈過一段時間，之後到處幫忙外面可憐的孩子們，十分照料公園裡的成員們，被楊教頭說是「活菩薩」。 |
| 楊教頭   | 新公園裡的長老。 |
| 郭老     | 新公園裡的長老。 |
| 小玉     | 李青好友。與李青同租一間房。 |
| 吳敏     | 李青好友。 |
| 老鼠     | 李青好友。 |
| 龍子     | 本名王夔龍。因與阿鳳之間的情愛糾葛而失手將其殺害。其父王尚德為保全自己在國內之地位與兒子的名譽，將其送往美國居住。                             |
| 阿鳳     | 與龍子為一對戀人。 |

## 改編作品

### 電影
1986年由虞戡平導演搬上銀幕，由邵昕飾演主角李青，其他主要演員包括孫越、管管及李黛玲等。

### 電視劇
2003年，台灣公視將其改編拍攝為同名電視劇，導演為曹瑞原，范宗沛為其配樂「范宗沛與孽子」。該劇獲得中華民國九十二年電視金鐘獎戲劇節目連續劇、連續劇女主角獎（柯淑勤）、連續劇導演（導播）、音效、燈光、美術指導等獎。由於罕見地著墨同性戀相關情節，本劇格外受到台灣、中國大陸、香港等華語地區同性戀者的關注。其原聲帶「范宗沛與孽子」獲得第十五屆金曲獎流行音樂作品類「最佳流行音樂演奏專輯獎」。

### 舞台劇
2014年，兩廳院年度製作台灣國際藝術節《孽子》Crystal Boys，2014-02-07至2014-02-16在國家戲劇院世界首演。
首演之後觀眾迴響激動熱烈，在原著及藝術總監白先勇多方奔走之下，幸獲和碩董事長童子賢先生允諾支持參與，於2020年巡迴重演。國家兩廳院授權重製，高雄衛武營國家藝術文化中心主辦高雄場次，臺中國家歌劇院協辦臺中場次，共同促成《孽子》2020巡演國家表演藝術中心三館（高雄衛武營歌劇院、臺中國家歌劇院、臺北國家戲劇院）的計畫。

2022年5月，允晨文化出版《孽子舞台劇二〇二〇全紀錄》，收錄劇照、劇本以及製作團隊與各方迴響之專文。此一專書，將精采劇照影像搭配劇本情節推進，讓錯過現場的觀眾得以在紙上觀賞，也讓看過的該劇的戲迷可以重新回味。
| 年份 | 場次時間                        | 地點         | 備註                   |
| ---- | ------------------------------- | ------------ | ---------------------- |
| 2014 | 2/7 ~ 2/16                      | 國家戲劇院   | 世界首演               |
| 2020 | 4/25（六）14:30 4/26（日）14:30 | 衛武營歌劇院 | 因2019新型冠狀病毒停演 |
| 2020 | 5/2（六）14:30 5/3（日）14:30   | 臺中歌劇院   | 因2019新型冠狀病毒停演 |
| 2020 | 5/15 ~ 5/17                     | 國家戲劇院   | 因2019新型冠狀病毒停演 |

#### 演出暨製作團隊

##### 2014年：
導演：曹瑞原，編劇：施如芳
主演：丁強（飾傅老爺子）、唐美雲（飾楊教頭）、陸一龍（飾李青父）、柯淑勤（飾李青母）、樊光耀（飾郭老）、吳中天（飾龍子）、莫子儀（飾李青）、張逸軍（飾阿鳳）、卓明（飾老周）、劉越逖（飾史醫生）、陳何家（飾楊桑）、郭耀仁（飾警官）、林家麒(飾警察)、魏群翰（飾小玉）、李尉司（飾吳敏）、許博翔（飾老鼠）、梁智瑜（飾羅平）、陳建安（飾小喇叭手）、焦點舞團
主題曲演唱：楊宗緯

##### 2020年[4]：
原著暨藝術總監：白先勇
編劇：白先勇、施如芳；劇本增修：林季鋼
導演：曹瑞原；副導演：許綺鷰；執行導演：黃緣文；助理導演：吳言凜；排練助理：沈志杰
演員：丁強（飾傅老爺子）、陸一龍（飾李青父）、樊光耀（飾郭老）、周孝安（飾龍子）、張耀仁（飾李青）、張逸軍（飾阿鳳）、王振全、劉士民、李明哲（飾楊桑）、郭耀仁（飾警官）、李劭婕（飾李青母）、廖原慶（飾楊教頭）、林貫易（飾小玉）、簡珮璿（飾吳敏）、黃亭榕（飾老鼠）
舞蹈編導：吳素君；Tango編舞：侯永強、陳維寧；舞蹈助理：曾百瑜、黃宥勳、黃亭榕
舞者：黃宥勳、方逸松、潘泓銘、鍾鎮澤、劉志晨、李建選、王瑋麟、馬嘉豪、蕭劦哲、郭丁瑋、林則安、黃彥霖、林立庭
主題曲演唱：楊宗緯（作曲：陳小霞；作詞：林夕）
音樂總監暨作曲編曲：張藝；音效設計：杜篤之；音場設計：陳鐸夫
舞臺設計：王孟超；助理舞台設計：謝均安
影像設計：王奕盛
服裝造型設計：姚君；妝髮設計：洪心愉；身體彩繪：方淳生
燈光設計：黃祖延
舞台監督：張仲平、鄧湘庭
舞台技術指導：蘇俊學
燈光技術指導：王冠翔
音響技術指導：陳鐸夫
高空系統：萬象高空設計團隊
題字：董陽孜
攝影：許培鴻
平面設計：許銘文
宣傳短片設計／剪輯：陳仕恩、陳冠宇；宣傳照場景美術設計：吳修和
製作人：李慧娜；執行製作：卓麗梅
行政經理：張令嫻；行政助理：張美君
宣傳行銷：好料創意；宣傳照場佈助理：陳昱婷

## 外部連結
- 李奭學：〈人妖之間——從張鷟的〈遊仙窟〉看白先勇的《孽子》〉。
- 2014TIFA 兩廳院年度製作《孽子》Crystal Boys專屬官網
- 2014TIFA 兩廳院年度製作《孽子》Crystal Boys專屬官網（页面存档备份，存于）
- 國家表演藝術中心國家兩廳院（页面存档备份，存于）
- 公視文學大戲《孽子》專屬官網（页面存档备份，存于）
- 創作社劇團，2020《孽子》官方網站 （页面存档备份，存于）
- 衛武營國家藝術文化中心，2020《孽子》官方網站